# К-10С
К-10 («Комета-10», «изделие 352», по классификации МО США и НАТО — AS-2 Kipper — «копчёная рыба», на флотском жаргоне — торпеда противника) — советская крылатая ракета воздушного базирования комплекса К-10, разрабатывалась в качестве замены противокорабельных ракет КС-1 «Комета» (обозначение НАТО: AS-1 «Kennel»). Оснащалась фугасной или ядерной боевой частью (БЧ).
Предназначалась для поражения наземных или надводных целей в радиусе действия 1600—2000 км.
Применялась с самолётов Ту-16К-10. Также разрабатывалась для Ту-22, Ту-95К-10 и в корабельном варианте для вооружения разрабатывавшихся крейсеров проекта «63» под шифром П-40.
Также эта ракета выпускалась в варианте беспилотного постановщика электронных помех и предназначалась для прикрытия группы ракет в залпе (см. модификации ниже по тексту). 

## Разработка
Ракета разработана микояновским ОКБ-155, где в 1954 году была организована бригада Н. Н. Завидонова (из числа бывших ракетчиков КБ завода № 51 Челомея ставшего филиалом ОКБ-155) и бригада «Б» ракетной техники Л. Ф. Назарова. Главный конструктор — М. И. Гуревич. Система управления К-10У разработана КБ-1 Минвооружения под руководством С. Ф. Матвеевского. Взрывные устройства для детонации боевой части разработаны НИТИ в Балашихе.
Создание системы К-10 велось согласно Постановлению правительства от 3 февраля 1955 года. Ведущей организацией назначалось туполевское ОКБ-156. Тактико-техническое задание на проектирование системы «Комета-10» были сформулированы 16 ноября 1955 года.
Отладка оборудования и систем К-10 производилась на летающих лабораториях на базе Ли-2 и Ми-4 и двух «пилотируемых» ракетах СМ-К на базе МиГ-19. Первый пуск ракеты в «бросковом режиме» выполнен 28 мая 1958 года. До конца 1959 года, на полигоне НИИ ВВС во Владимировке последовали ещё 17 пусков, из которых только 6 были удачными. В дальнейшем, на совместных государственных испытаниях с тактическими и реальными пусками на Чёрном море задействовали 34 ракеты, два СМ-К и пару Ту-16К-10. Выполнено 184 полёта Ту-16 и 62 полёта аналогов СМ-К, а также дополнительно были построены и испытаны 10 ракет, оснащённых телеметрической аппаратурой.
В результате, вероятность попадания ракеты в цель составляла около 50 %. Преследовали частые отказы как аппаратуры, так и силовой установки. Все пять пусков на предельную дальность окончились неудачно. Отмечалась сложность работы экипажа самолёта Ту-16К-10, особенно штурманов (оператор работал в герметичной «бочке» в грузоотсеке, в полной изоляции от остального экипажа). Представитель Морской Авиации генерал-лейтенант И. И. Борзов упорно не подписывал акт испытаний, считая, что достигнутая дальность пуска практически не превосходила КС-1. От запланированного запуска в серию ракетоносцев Ту-22К-10 пришлось отказаться.
И всё же ракетный комплекс К-10 Постановлением Правительства от 12 августа 1961 года был принят на вооружение Авиации ВМФ.
Самолёты Ту-16К-10 и ракеты поступили для опытной эксплуатации в 33 учебный центр АВМФ в г. Николаеве (с 1967 года — 33 Центр боевой подготовки и переучивания личного состава АВМФ им. Е. Преображенского). Учебно-боевые пуски выполнялись под надзором специального конструкторско-технологического бюро (СКТБ), с участием инженеров МАП, КБ, НИИ и АВМФ. При этом устранялись недостатки и вырабатывалась технология обслуживания и применения комплекса.

## Конструкция
Ракета К-10С представляла собой беспилотный самолёт-снаряд со стреловидным крылом и оперением, с оригинальным подфюзеляжным расположением двигателя. Двигатель М-9ФК — короткоресурсный вариант РД-9Б с форсажной камерой монтировался внизу фюзеляжа ракеты в отдельной гондоле с лобовым входом воздуха. Тяга двигателя составляла 3360 кг и обеспечивала ракете тяговооруженность равную 0,75, что позволяло достичь сверхзвуковой скорости в 2030 км/ч. В качестве топлива использовался авиационный керосин Т-1 или ТС.
Крыло с элеронами имело стреловидность 55°, размах 4,18 метра, профиль ЦАГИ СР-7С (аналогичный крылу самолёта МиГ-19). Цельноповоротный стабилизатор также имел стреловидность 55°, и размах 1,9 м. Киль с РН имел стреловидность 56,5°. Крыло складывалось при транспортировке, а киль снимался перед подвеской (иначе ракету высотой более 2 метров подкатить к самолёту было невозможно). Все рулевые поверхности работали от гидросистемы — гидронасоса на двигателе и гидроаккумулятора.
Носовую часть занимает радиолокационная аппаратура самонаведения. В следующем отсеке устанавливается фугасно-кумулятивная БЧ типа ФК-10 массой 940 кг или специальная БЧ. В центральной части фюзеляжа находился топливный бак. В хвостовом отсеке находились блоки электрооборудования, автопилот, аппаратура связи с носителем, баллон системы кислородной подпитки двигателя, гидроагрегаты, энергоузел, аккумуляторная батарея, пульт бортового контроля, преобразователи.

## Тактико-технические характеристики ракет К-10
- Длина: 9,75 м
- Диаметр: 0,92 м
- Высота ракеты: 2,27 м
- Размах крыла: 4,18 м
- Стартовый вес: 4,50-4,53 т
- Скорость полёта: 2030 км/ч
- Дальность стрельбы: 220—325 км
- Высота применения: 5-10 (К-10С), 1,5-11 (К-10СН)
- Система наведения: АРЛГСН
- Боевая часть:
  - Масса БЧ: до 940 кг
  - Тип БЧ: Фугасно-кумулятивная ФК-10
- Двигатель: короткоресурсный ТРДФ М-9ФК
- Топливо: керосин ТС, Т-1
- Тип ПУ: БД-238
- Самолёт-носитель: Ту-16К-10, Ту-16К-10Д, Ту-16К-10Н, Ту-16К-10-26, Ту-95К-10 (проект), Ту-22К-10 (проект)

## Модификации
- К-10 — проектный вариант ракеты;
- К-10С — серийная ракета;
- П-40 — противокорабельный самолёт-снаряд для вооружения атомного крейсера пр. 63 (проект);
- К-10П  — ракета с повышенной до 300 км дальностью и скоростью 2700-3000 км/ч, для вооружения Ту-22К-10 (проект);
- К-10СД — ракета с увеличенной дальностью полёта и облегчённой БЧ. Дополнительный топливный бак на 200 л. топлива в отсеке аппаратуры наведения;
- К-10СН — низковысотная ракета. Высота полёта над морем 600 м, на подходе к цели 90-150 м;
  -  К-10СП — разрабатывавшаяся в 1972—1979 годах модификация К-10СН, оснащённая станцией постановки активных помех «Азалия» и предназначенная для прикрытия пуска боевых ракет. Оборудованные для применения этих ракет ракетоносцы обозначались как Ту-16К-10П, а комплекс в целом получил обозначение К-10П
- К-10СДВ — усовершенствованная низковысотная ракета с повышенной дальностью, доработанной системой наведения и управления;
- К-10М — ракета-мишень (проект);
- К-14 — вариант ракеты для дальних ракетоносцев Мясищева (проект);

## Эксплуатация
Переучивание личного состава велось в Николаевском 33-м ЦПБ и ПЛС и в 540-м инструкторском полку.
С появлением на вооружении АВМФ ракет К-10 минно-торпедные авиационные полки (МТАП) стали переименовываться в морские ракетоносные (т.е. МРАП, Приказ МО СССР от 21 марта 1961 года). Первыми среди строевых частей осваивали ракетное оружие 924-й и 987-й МТАП 5-й Краснознамённой Киркинесской минно-торпедной авиационной дивизии Северного флота. Затем переучивался 5-й МТАП ЧФ, 574-й МРАП СФ и 170-й МРАП БФ. Практические пуски ракет К-10 начались в 1960 году. Экипажи, взлетая с Николаевского аэродрома Кульбакино, работали по притопленному на мелководье танкеру «Чкалов» в Каспийском море.
Балочный держатель БД-238, установленный в грузоотсеке самолёта, имел механизм уборки и выпуска ракеты, позволявший транспортировать её в полуутопленном примерно до половины положении (подобная система в дальнейшем применялась на Ту-22К и Ту-22М с ракетой Х-22), а перед пуском он опускал ракету вниз. Сверху над балочным держателем в пространстве грузоотсека находился топливный бак на 500 кг керосина, который использовался при запуске и выводе на форсаж двигателя ракеты до отцепки (чтобы не расходовать топливо в баке ракеты). В том же отсеке находилась аппаратура ракетного вооружения, дополнительные электромашинные преобразователи, а в задней части подвешивалась бочкообразная гермокабина штурмана-оператора.
Наведение ракеты К-10С осуществлялось комбинированным способом, так как из-за ограничений бортовой аппаратуры устойчивый захват цели ГСН ракеты были возможен только с небольшого расстояния до цели, примерно 15-20 км. После запуска двигателя и отцепки ракета просаживалась (падала) вниз на 1000—1500 метров, затем постепенно переходила в горизонтальный полёт со стабилизацией барометрической высоты. С 70-й секунды управление переводилось на командный режим по лучу самолётной РЛС, осуществившийся оператором по азимуту. На удалении от цели 105 км ракета по команде с носителя переводилась в пикирование 13-18°. Начиная с высоты 2400 м угол снижения уменьшался до 3-7°. Ракета снижалась до 800—1000 метров и снова стабилизировалась по высоте. На удалении 15-20 км от цели включалась ГСН ракеты, выполнялся захват и автосопровождение цели до самого попадания. Сближение самолёта-носителя с целью при этом не превышало 150 км. При пуске ракеты К-10СД с предельной дальности удавалось выходить из атаки на удалении 265 км.
В 1960—1962 годах ракетным комплексом К-10 были вооружены: 2-я МРАД ЧФ, 5-я МРАД СФ, 25-я и 143-я МРАД ТОФ, 57-я МРАД БФ. К началу 80-х годов в АВМФ насчитывалось около 200 ракетоносцев Ту-16К-10 (тогда уже поступили на вооружение Ту-22М2 с ракетами Х-22). Окончательное снятие с вооружения ракет К-10 произошло со списанием в 1994 году всех Ту-16.
Самолёты Ту-16К-10 активно эксплуатировались на всех флотах Советского Союза. 21 сентября 1964 года 3 эскадрильи ракетоносцев СФ на малой высоте прорвались к эскадре кораблей НАТО, проводившей учения «Тим Уорк-64» в северной Атлантике, и условно разгромили всю группировку. Ракетный удар выполнялся с трёх направлений и никаких ответных действий вероятный противник не предпринимал. В ходе учений «Океан-70» был выполнен межфлотский манёвр — 10 самолётов 143-й МРАД с ТОФ перелетели на СФ и отработали по целям на Кольском полуострове. Ту-16К-10 ВВС БФ 8 ноября 1975 года поднимались на перехват мятежного СКР «Сторожевой». К счастью, применять ракеты по реальной цели не пришлось.
Ракета К-10 с боевой ядерной (специальной) БЧ один единственный раз пускалась по условной цели на полигоне на Новой Земле.
В 1964 году произошёл случай атаки ракеты К-10С на японскую шхуну «Шино Мару». Шхуна проходила в запретной зоне сахалинского полигона «Мыс Тык» (полигон расформирован в 2009 году), где работал экипаж Ту-16К-10 169-го МРАП 25-й МРАД (гарнизон Кневичи). Ракета, включив ГСН, обнаружила новую цель, перенацелилась и взорвалась в 400 метрах от шхуны (взрыватель был установлен на подрыв на траектории, с целью сохранности мишеней на полигоне). Двигатель ракеты прошил шхуну насквозь, обломками повредило надстройки. Японцы срочно направились в порт Холмск для ремонта и оказания медицинской помощи раненым морякам.
Международного скандала удалось избежать, отчасти потому, что японская сторона искренне считала, что в судно попали обломки советского истребителя и выражали соболезнование по погибшему лётчику.